# Nazionale maschile di rugby a 15 della Thailandia
La nazionale di rugby XV della Thailandia (รักบี้ยูเนียนทีมชาติไทย) è inclusa nel terzo livello del rugby internazionale. La nazionale deve ancora fare debutto nella Coppa del Mondo di Rugby, ma ha partecipato ai tornei di qualificazione per essa dal 1999 in Galles.

## Storia
La nazionale thailandese ha giocato il suo primo incontro internazionale nel 1970, contro il Giappone. Ha tentato di qualificarsi nella Coppa del Mondo di Rugby nel 1999, quando la ospitò il Galles. La squadra ha partecipato al primo turno di qualificazione nel girone Asiatico, vincendo una partita e perdendo la successiva, portandoli a piazzarsi secondi nella classifica finale e mettendoli fuori dai giochi. Per la Coppa del mondo di Rugby del 2003, ospitata dall'Australia, la nazionale thailandese ha partecipato al Pool B del torneo di qualificazione delle squadre asiatiche, arrivando terza in classifica perdendo entrambe le partite, e di conseguenza non si è qualificata.
La Thailandia ha cercato di qualificarsi anche per la Coppa del Mondo di Rugby del 2007 in Francia, nel girone con Sri Lanka e Singapore. Tuttavia, ha perso entrambe le partite e non è avanzata al turno successivo. 
Con la 5 nazioni Asiatiche, ha gareggiato alla prima edizione del torneo, nella seconda divisione. Dopo aver vinto tutte le partite, giocarono nella prima divisione per la successiva edizione del torneo, prendendo il posto della nazionale cinese (ritirata a causa di problemi di visto).

## Record della Coppa del Mondo di Rugby
- 1987 non partecipante
- 1991 non partecipante
- 1995 turno di qualificazione
- 1999 turno di qualificazione
- 2003 turno di qualificazione
- 2007 turno di qualificazione
- 2011 turno di qualificazione

## Rosa giocatori
Squadra dell'Asian Five Nations 2012 - 3ª divisione
- Chiramat Budnampeth
- Pongnatee Ngoenthong
- Thodspornchai Jindasawat
- Sarayuth Thiengtrong
- Suparat Kongtawee
- Sumet Thammapom
- Chatree Wannadit
- Pinit Inta
- Nuntapol Potipirom
- Pawaj Jarunapat
- Pichit Yingcharoen
- Tanyavit Kuasint
- Yatchakorn Vorachate
- Korrapong Wongsalangkarn
- Warongkorn Khamkoet

Sostituti
- Adsawin Thiamyod
- Chaninthorn Banluesup
- Chawiatt Klongtroujrok
- Chaisak Piromkraipak
- Chestaphol Promtaree
- Kittisak Boonprakob
- Nuttapong Kaittlbunnawat